# 8月24日
8月24日（はちがつにじゅうよっか）は、グレゴリオ暦で年始から236日目（閏年では237日目）にあたり、年末まであと129日ある。

## できごと

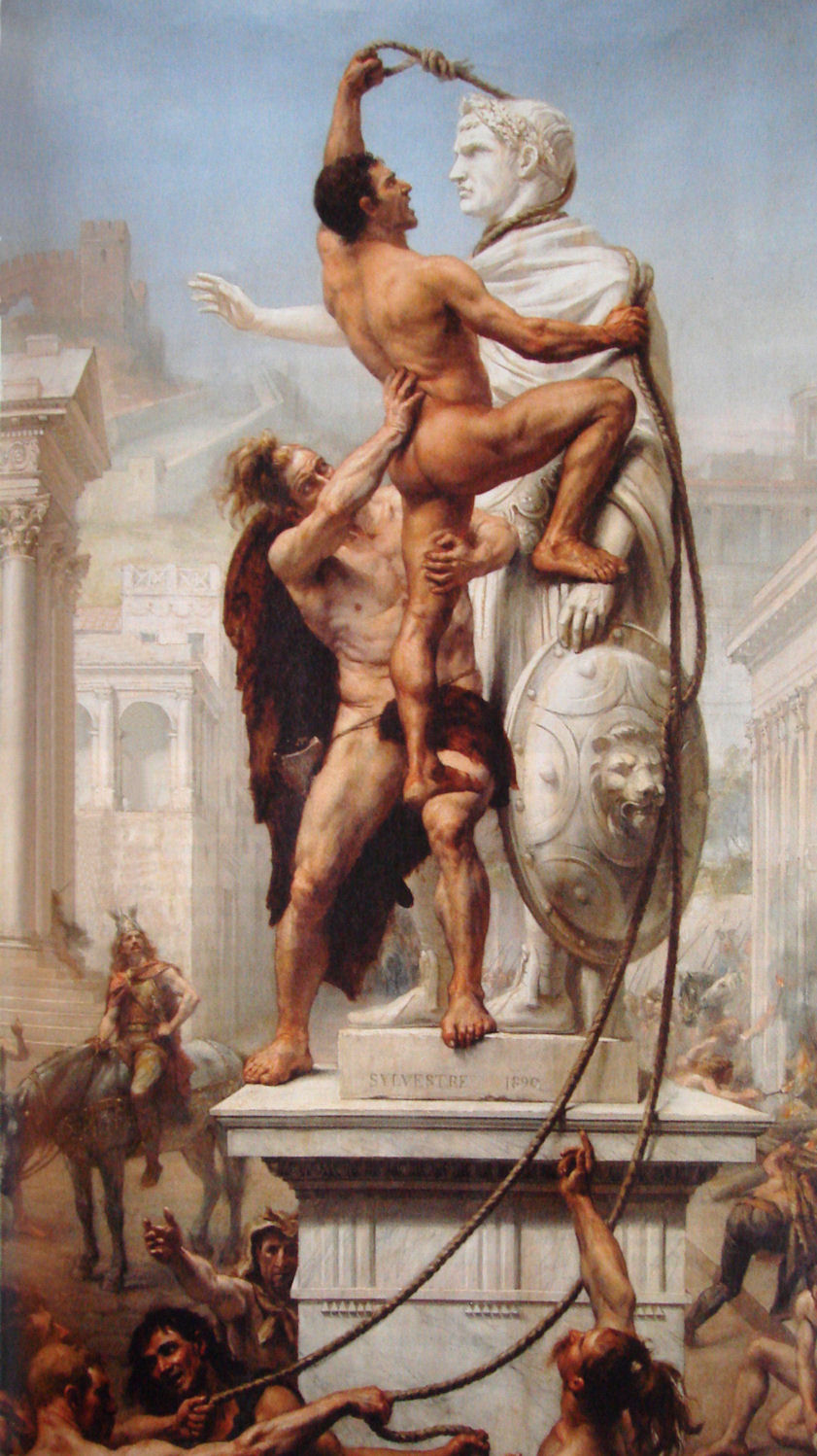
ジョセフ＝ノエル・シルヴェストル画「ローマ略奪」 (410年)。

サン・バルテルミの虐殺(1572)、カトリック勢力が改革派を虐殺。

- 71年（景行天皇元年7月11日） - 第12代天皇・景行天皇が即位。
- 79年 - イタリアのヴェスヴィオ火山が大噴火し、火砕流や泥流でポンペイ・ヘルクラネウムが埋没。
- 410年 - ローマ略奪 (410年): アラリック1世率いる西ゴート族がローマを陥落させ、3日間にわたる略奪を開始。
- 661年（斉明天皇7年7月24日） - 斉明天皇崩御により中大兄皇子（天智天皇）が天皇を称制。
- 672年（天武天皇元年7月23日） - 大友皇子（弘文天皇）が自決し、壬申の乱が終結。
- 1260年（文応元年7月16日） - 日蓮が前執権・北条時頼に『立正安国論』を献進。
- 1572年 - サン・バルテルミの虐殺。フランスで、カトリックのギーズ公アンリの兵が改革派の貴族や市民を大量虐殺。
- 1662年 - イングランドで統一令制定。国内の全ての聖職者と教師に聖公会祈祷書の承認を義務づける。
- 1814年 - 米英戦争: ブラーデンスバーグの戦い。勝利した英軍はワシントンD.C.を占領し大統領府（現ホワイトハウス）を焼き討ちにする。
- 1853年 - アメリカ・ニューヨーク州のレストランのシェフ・ジョージ・クラムが、フライドポテトが厚すぎるという客の要望に対し、薄くスライスしたポテトを提供。ポテトチップスの起源とされる[1]。
- 1871年（明治4年7月9日） - 刑部省・弾正台を廃止し司法省を設置。
- 1875年 - マシュー・ウェッブが、記録に残っている中では史上初めてドーバー海峡を泳いで渡る[2]。
- 1884年 - 森鷗外がドイツ留学に出発。
- 1904年 - 日露戦争: 遼陽会戦始まる。
- 1912年 - アラスカ準州が成立する。
- 1922年 - 北海道で水害。死者117人、家屋流失872戸、田畑流失6461町歩の被害[3]。
- 1927年 - 美保関事件がおこる。
- 1927年 - 九州西岸に台風が接近。有明海一帯で高潮の被害。熊本県だけでも死者22人、家屋8171棟、水田被害2069町歩の被害[4]。
- 1931年 - イギリスで、世界恐慌対策のためのラムゼイ・マクドナルドの挙国一致内閣が成立。
- 1932年 - アメリア・イアハートが女性初の米大陸単独横断無着陸飛行のため東海岸のニュージャージー州ニューアークを離陸。19時間後の翌25日、ロサンゼルスに着陸[5]。
- 1936年 - 成都事件: 中国四川省成都で日本の民間人4人が暴徒に襲撃され、うち2人が死亡。
- 1938年 - 大森民間機空中衝突墜落事故: 東京・大森南上空で民間航空機同士が空中衝突し墜落、炎上。救助に駆け付けた地元住民を含め85人が死亡[6][7]。
- 1938年 - 桂林号事件。日本海軍機が中華民国航空の旅客機「桂林号」を撃墜。乗客12名死傷。
- 1941年 - アドルフ・ヒトラーが障害者の安楽死政策T4作戦の中止を指令。
- 1942年 - 第二次世界大戦・太平洋戦争・ソロモン諸島の戦い: 第二次ソロモン海戦が始まる。
- 1944年 - 第二次世界大戦 ルーマニア革命: ルーマニア王国が連合国に降伏。
- 1945年 - 第二次世界大戦: 松江騒擾事件が発生。日本の降伏に反対する皇国義勇軍44人が武器庫から小銃を奪い島根県庁を焼き討ち。報道管制のため報道は1ヶ月遅れた。
- 1945年 - 川口放送所占拠事件。終戦に反対する陸軍将校、陸軍予科士官学校の生徒67人が川口・鳩ヶ谷放送所などを占拠。関東地方でラジオ放送の送受信が不能となる[8]。
- 1945年 - 浮島丸事件。朝鮮半島出身者約4,000人を釜山へ送還中の浮島丸が舞鶴港で米軍が敷設した水雷により爆沈。
- 1949年 - 北大西洋条約が発効し、北大西洋条約機構 (NATO) が発足。
- 1953年 - 北朝鮮の国営旅行会社・朝鮮国際旅行社創立。
- 1954年 - アメリカ共産党を非合法とする共産党統制法（英語版）が施行。
- 1955年 - 森永ヒ素ミルク中毒事件: 岡山県で大量発生していた乳児のヒ素中毒の原因が森永乳業製の粉ミルクであることがわかり、厚生省に報告され、事件が表面化する。
- 1955年 - 広島平和記念資料館が開館。本館は、丹下健三の設計による。
- 1957年 - 内藤多仲が設計したさっぽろテレビ塔の展望台が営業を開始。
- 1964年 - 高島忠夫長男殺害事件。
- 1968年 - 南太平洋でフランスが初の水爆実験。
- 1981年 - ジョン・レノン殺害犯マーク・チャップマンに懲役刑の判決。
- 1983年 - THE ALFEEが日本武道館で初めてのライブを行う。
- 1985年 - ユニバーシアード神戸大会が106カ国4,400人が参加し開会[9]。
- 1989年 - タデウシュ・マゾヴィエツキがポーランドの首相に就任。中・東欧初の非共産系の首相。
- 1989年 - ピート・ローズが監督在任中の野球賭博の廉で、MLBから永久追放される。
- 1991年 - ソビエト連邦の崩壊: ミハイル・ゴルバチョフがソビエト連邦共産党書記長の辞任と党の解散を宣言。
- 1991年 - ウクライナがソビエト連邦から独立。
- 1992年 - 中華人民共和国と韓国が国交を樹立する。
- 1992年 - ハリケーン・アンドリューがフロリダ州に上陸。
- 1995年 - マイクロソフトがWindows 95英語版をリリース。
- 2000年 - フィンランドの科学者 Markku Räsänen が、唯一のアルゴン化合物・アルゴンフッ素水素化物の合成法を報告。
- 2001年 - エア・トランザット236便滑空事故。
- 2004年 - 2004年ロシア航空機爆破事件。ロシア南部でチェチェン独立派のテロリストが2機の旅客機を爆破。80人以上が死亡。
- 2005年 - 日本で首都圏新都市鉄道つくばエクスプレス全線開業[10]。
- 2006年 - プラハでの第26回国際天文学連合総会で、冥王星を惑星から除外し、新設の準惑星に分類することを決定[11]。
- 2009年 - 第12回世界陸上選手権ベルリン大会、男子やり投で村上幸史が3位となり、オリンピック・世界選手権の男子やり投種目で日本人選手初のメダリストとなる[12]。
- 2016年 - ノルチャを震源地とするM6.2のイタリア中部地震が発生[13]。

## 誕生日

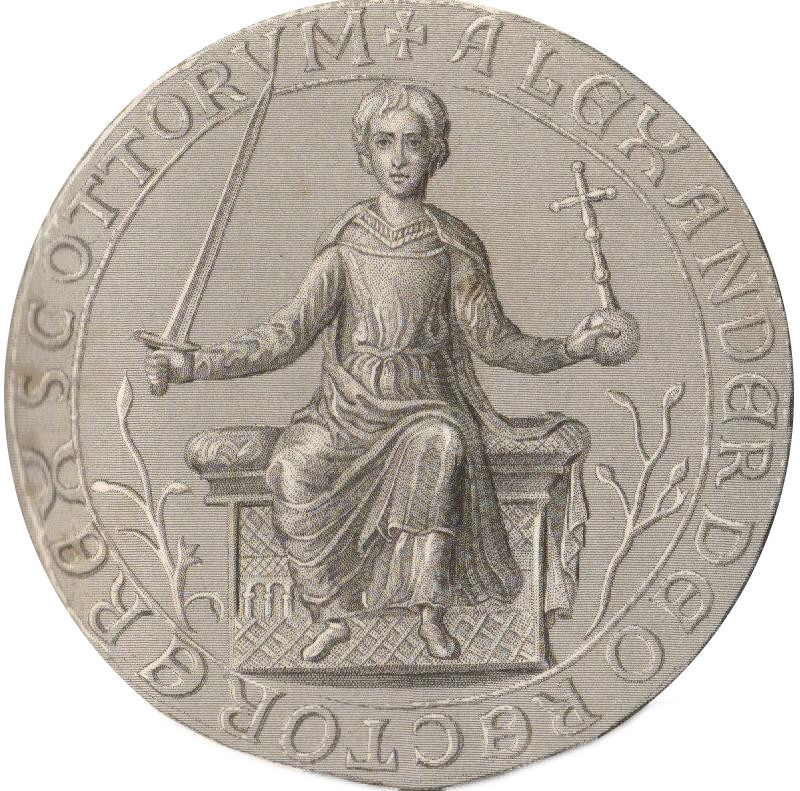
スコットランド王アレグザンダー2世(1189-1249)誕生。

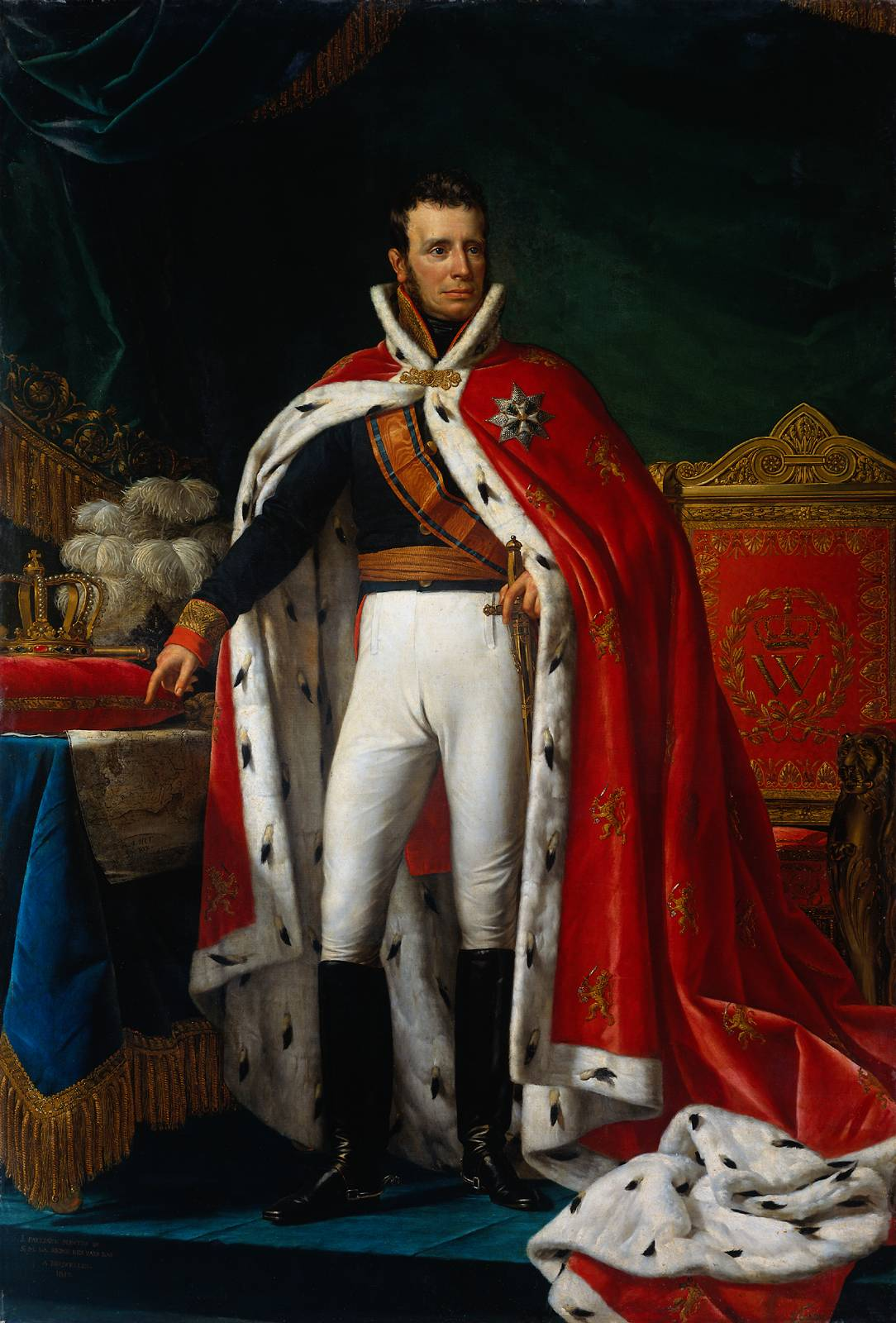
初代オランダ王ウィレム1世(1772-1843)誕生。

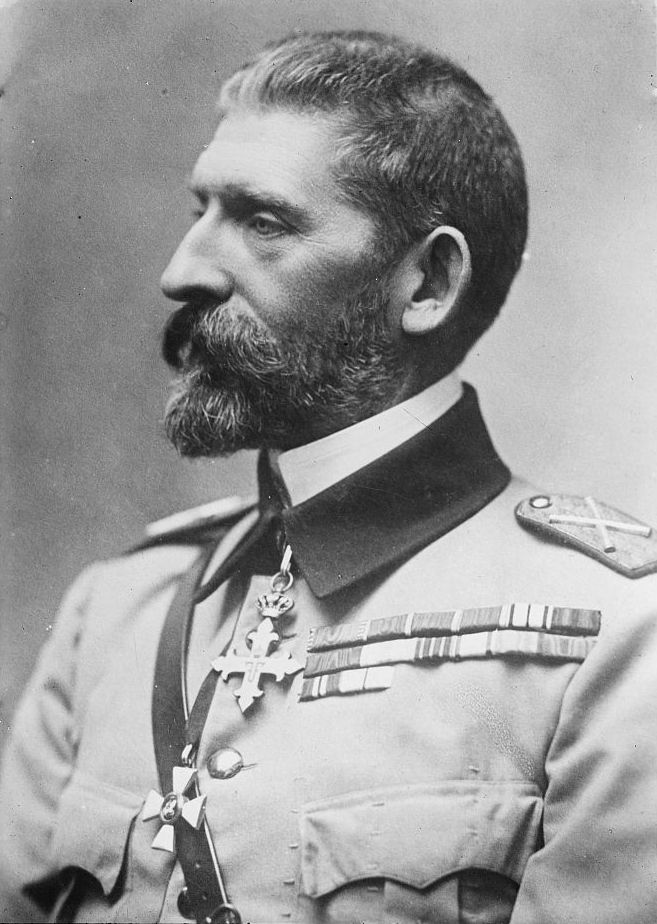
ルーマニア王フェルディナンド1世(1865-1927)誕生。

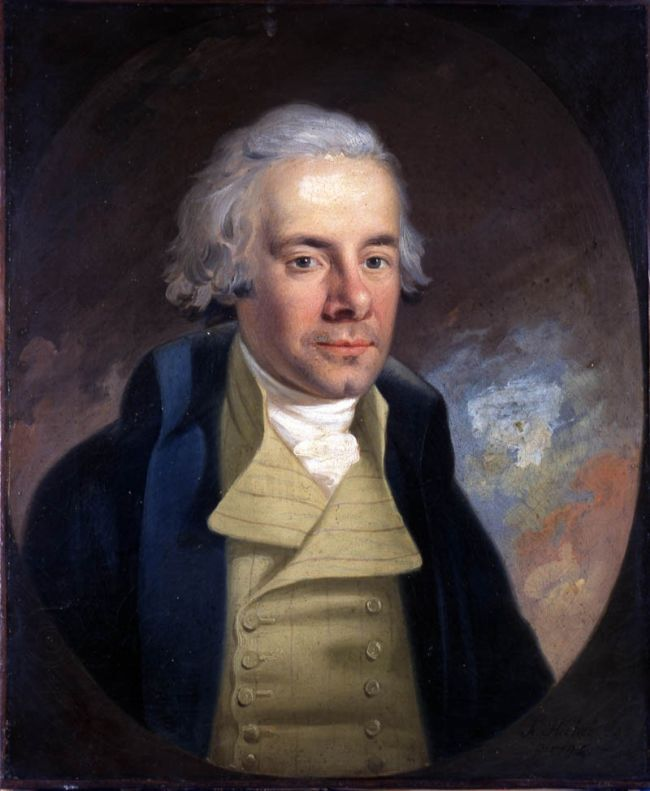
イギリスの政治家・奴隷制廃止運動家、ウィリアム・ウィルバーフォース(1759-1833)誕生。

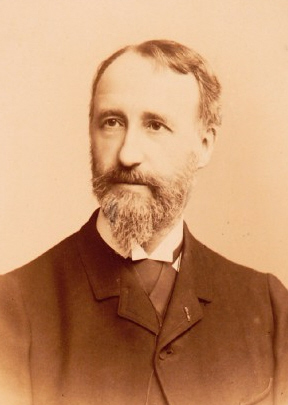
作曲家テオドール・デュボワ(1837-1924)誕生。

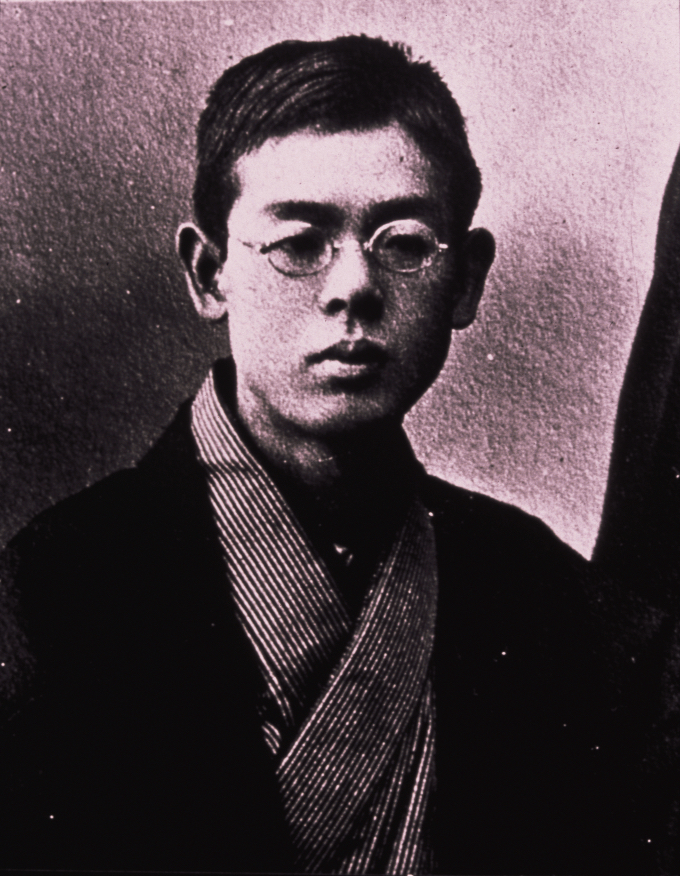
作曲家瀧廉太郎(1879-1903)誕生。

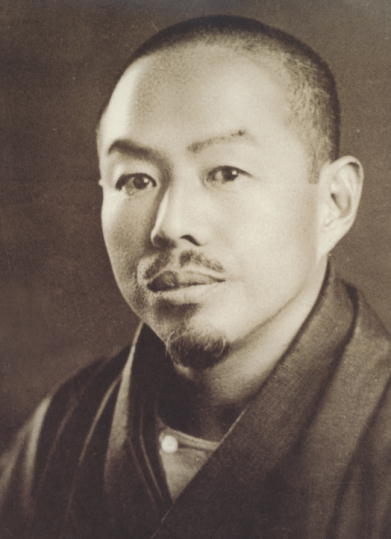
歌人若山牧水(1885-1928)誕生。

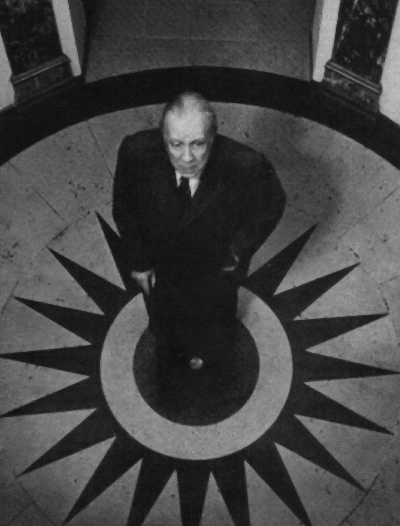
作家ホルヘ・ルイス・ボルヘス(1899-1986)誕生。画像は1969年にパリ「L'Hôtel（ロテル）」にて撮影されたもの。

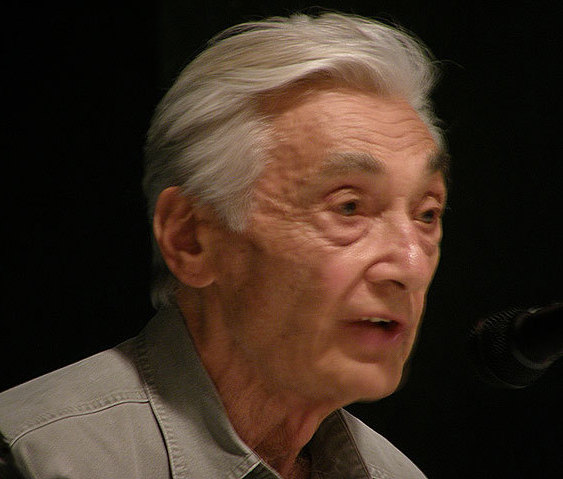
歴史家ハワード・ジン(1922-2010)誕生。

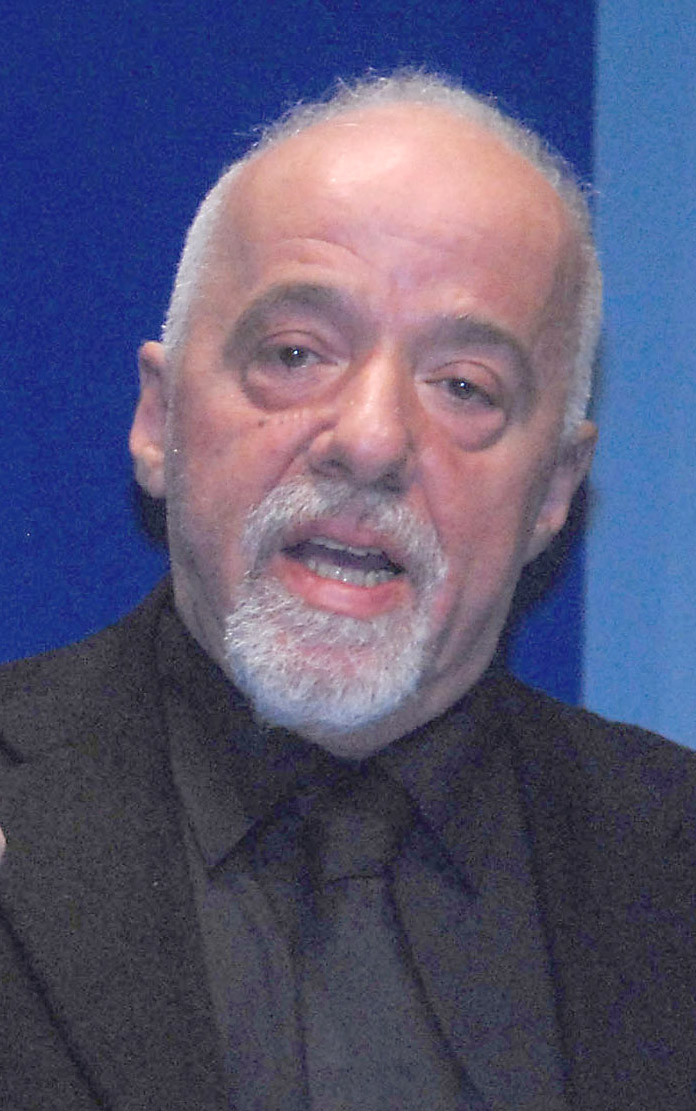
作詞家・小説家、パウロ・コエーリョ(1947-)誕生。

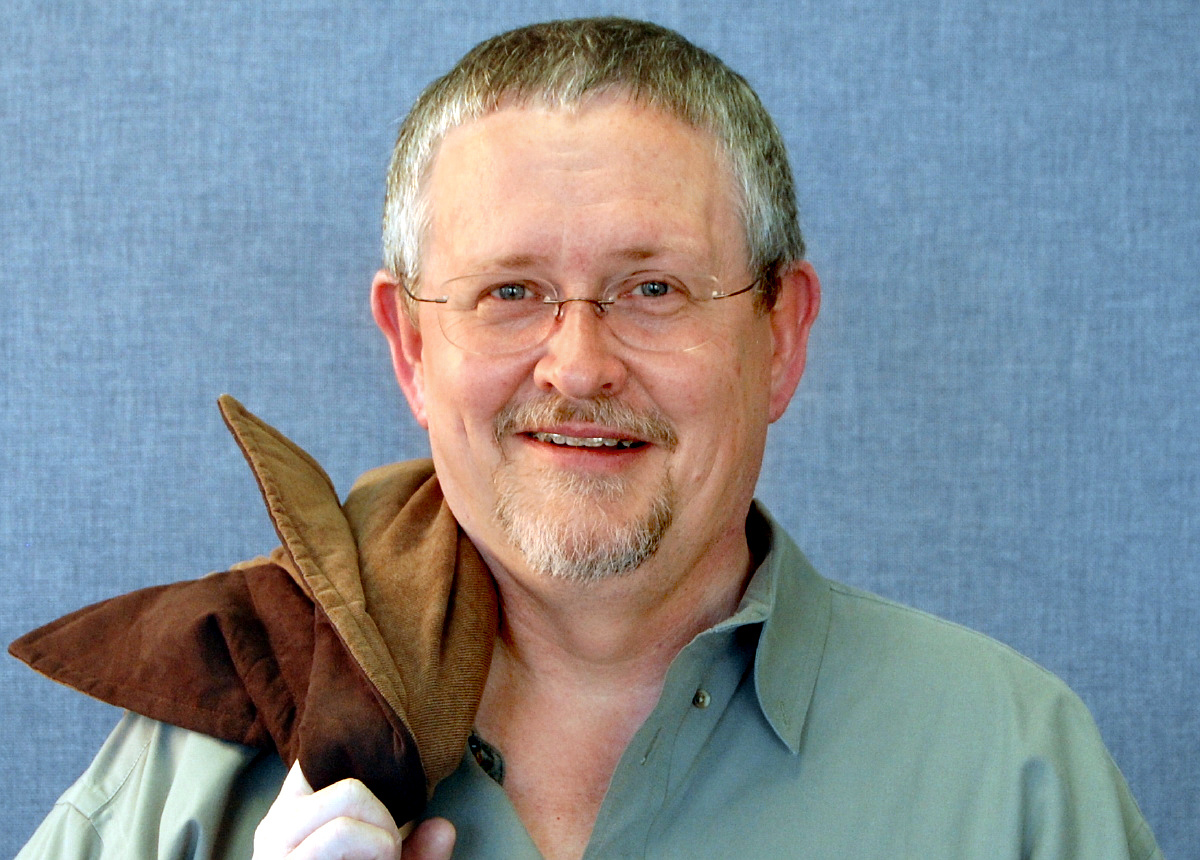
SF作家、オースン・スコット・カード(1951-)誕生。

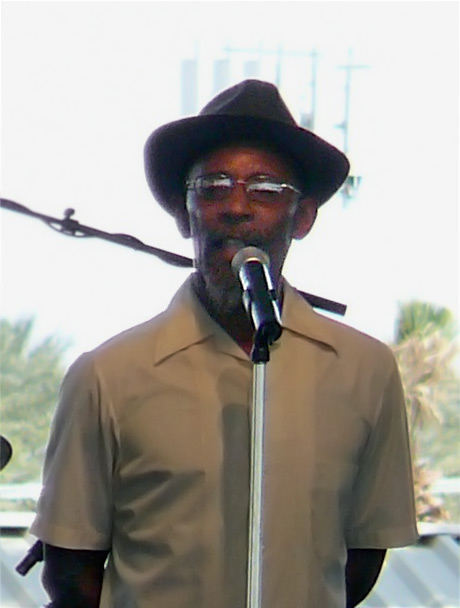
ダブ・ポエトリーの詩人リントン・クウェシ・ジョンソン(1952-)誕生。

- 1189年 - アレグザンダー2世、スコットランド王（+ 1249年）
- 1393年 - アルテュール・ド・リッシュモン、ブルターニュ公（+ 1458年）
- 1525年 - ラヴィニア・フォンターナ、画家（+ 1614年）
- 1669年 - アレッサンドロ・マルチェッロ、音楽家、数学者（+ 1747年）
- 1759年 - ウィリアム・ウィルバーフォース、政治家、奴隷廃止主義者（+ 1833年）
- 1765年 （明和2年7月8日） - 牧野宣成、第6代田辺藩主 （+ 1811年）
- 1772年 - ウィレム1世、オランダ王（+ 1843年）
- 1795年 （寛政7年7月10日） - 蜂須賀斉昌、第12代徳島藩主 （+ 1859年）
- 1837年 - テオドール・デュボワ、作曲家、音楽理論家（+ 1924年）
- 1843年（天保14年7月29日） - 西村捨三、武士、政治家（+ 1908年）
- 1849年（嘉永2年7月7日） - 河野広中、政治家（+ 1923年）
- 1863年（文久3年7月11日） - 徳川家達、徳川家第16代当主、貴族院議長（+ 1940年）
- 1863年 - ローニャイ・エレメール、外交官（+ 1946年）
- 1865年 - フェルディナンド1世、ルーマニア王（+ 1927年）
- 1879年 - 瀧廉太郎、作曲家（+ 1903年）
- 1882年 - 高橋三吉[14]、海軍軍人、元海軍大将（+ 1966年）
- 1885年 - 若山牧水、歌人（+ 1928年）
- 1887年 - ハリー・フーパー、元プロ野球選手（+ 1974年）
- 1888年 - 野口源三郎[15][16]、陸上競技選手、体育学者（+ 1967年）
- 1890年 - ジーン・リース、小説家（+ 1979年）
- 1890年 - デューク・カハナモク、水泳選手、サーファー（+ 1968年）
- 1890年 - 河井寛次郎、陶芸家、随筆家（+ 1966年）
- 1899年 - ホルヘ・ルイス・ボルヘス[17]、作家（+ 1986年）
- 1899年 - アルベルト・クラウデ、生物学者（+ 1983年）
- 1900年 - ヴァーシャ・プルジーホダ、ヴァイオリニスト（+ 1960年）
- 1902年 - フェルナン・ブローデル、歴史学者（+ 1985年）
- 1902年 - カルロ・ガンビーノ、マフィア（+ 1976年）
- 1907年 - 広岡知男、新聞人、アマチュア野球指導者（+ 2002年）
- 1914年 - 西谷三四郎、精神医学者、東京教育大学名誉教授（+ 1994年）
- 1915年 - ジェイムズ・ティプトリー・Jr.、SF作家（+ 1987年）
- 1916年 - 加藤泰、映画監督（+ 1985年）
- 1916年 - レオ・フェレ (Léo Ferré)、シャンソン歌手（+ 1993年）
- 1922年 - 鈴木三郎助 (4代目)、実業家、元味の素会長（+ 2012年）
- 1922年 - ハワード・ジン、歴史学者（+ 2010年）
- 1927年 - ハリー・マーコウィッツ、経済学者（+ 2023年）
- 1928年 - カールハインツ・ツェラー、フルート奏者（+ 2005年）
- 1929年 - ヤーセル・アラファート、パレスチナ解放機構議長、パレスチナ自治政府元首（+ 2004年）
- 1929年 - 赤松良子、官僚、政治家（+ 2024年）
- 1935年 - 羽田孜、政治家、第80代内閣総理大臣（+ 2017年）
- 1937年 - 見田宗介、社会学者（+ 2022年）
- 1938年 - 石黒昇、アニメーション監督　（+ 2012年）
- 1945年 - ビンス・マクマホン、WWE会長
- 1945年 - ケン・ヘンズレー、ミュージシャン
- 1946年 - 矢部祐一、元プロ野球選手（+ 2011年）
- 1947年 - パウロ・コエーリョ、作家
- 1947年 - 瀬古由起子、政治家
- 1948年 - 山田太郎、歌手
- 1948年 - ジャン・ミッシェル・ジャール、音楽家
- 1950年 - 久野綾希子、女優（+ 2022年）
- 1950年 - 根岸吉太郎、映画監督
- 1951年 - オースン・スコット・カード、作家
- 1951年 - 風間宏子、漫画家
- 1951年 - 工藤政志、プロボクサー
- 1952年 - MoJo、歌手
- 1952年 - リントン・クウェシ・ジョンソン、詩人
- 1953年 - ルイス・サンチェ、元プロ野球選手（+ 2005年）
- 1953年 - 藤池昇、元プロ野球選手、プロゴルファー（+ 2017年[18]）
- 1955年 - 笑福亭鶴志、落語家（+ 2020年）
- 1955年 - マイク・ハッカビー、政治家、聖職者
- 1956年 - ディック・リー、ミュージシャン
- 1956年 - トニー・バナザード、元プロ野球選手
- 1957年 - 鈴木孝行、元プロ野球選手
- 1957年 - 岩屋毅、政治家
- 1958年 - スティーヴ・グッテンバーグ、俳優
- 1958年 - 小林朋道、動物行動学者
- 1959年 - 雨宮慶太、映画監督
- 1960年 - 三池崇史、映画監督
- 1960年 - 小林伸二、元サッカー選手、監督
- 1960年 - カル・リプケン・ジュニア、元プロ野球選手
- 1961年 - 南雅彦、アニメプロデューサー、株式会社ボンズ代表取締役
- 1961年 - 岡田美里、タレント
- 1961年 - 銚子利夫、元プロ野球選手
- 1962年 - 中西寛、政治学者
- 1963年 - 小島秀夫、ゲームデザイナー
- 1964年 - 真船一雄、漫画家
- 1964年 - キップ・グロス、元プロ野球選手
- 1964年 - サンダ・ドゥブラヴチッチ、フィギュアスケート選手
- 1965年 - レジー・ミラー、バスケットボール選手
- 1965年 - マーリー・マトリン、女優
- 1965年 - 小美濃武芳、元プロ野球選手
- 1966年 - 中西千枝子、元バレーボール選手
- 1967年 - 服部幸子、女優
- 1968年 - 高嶋ちさ子、ヴァイオリニスト
- 1968年 - きただにひろし、歌手
- 1968年 - 船木勝一、プロレスラー
- 1968年 - ティム・サーモン、元プロ野球選手
- 1968年 - 後藤えり子、元AV女優
- 1969年 - 福島聡、漫画家
- 1969年 - 川島道行、ギタリスト、歌手（BOOM BOOM SATELLITES）(+2016年)
- 1969年 - ピエルフランチェスコ・ファヴィーノ、俳優
- 1970年 - ダン・ヘンダーソン、総合格闘家
- 1970年 - トゥガイ・ケリモール、サッカー選手
- 1970年 - 酒井ミキオ、シンガーソングライター
- 1970年 - 片桐順一郎、俳優
- 1970年 - 篠田淳、元プロ野球選手
- 1972年 - カート・ミラー、元プロ野球選手
- 1972年 - 萩野志保子、アナウンサー
- 1973年 - グレイ・デリスル、シンガーソングライター、コメディアン、声優
- 1973年 - アルキメデス・ポゾ、元プロ野球選手
- 1973年 - インヘ・デブルーイン、水泳選手
- 1973年 - スギちゃん、お笑い芸人
- 1973年 - バレット・オリバー、子役
- 1974年 - ジェフ・クベンカ、元プロ野球選手
- 1974年 - 山田卓也、元サッカー選手
- 1975年 - 鈴木健太、政治家、公選第21代秋田県知事
- 1976年 - 宇高伸次、元プロ野球選手
- 1976年 - ダリオ・バルジュー、騎手
- 1976年 - アレックス・オロックリン、俳優
- 1977年 - ファブリシオ・ヴェウドゥム、柔術家、総合格闘家
- 1977年 - デニウソン、元サッカー選手
- 1977年 - ロベルト・エンケ、元サッカー選手（+ 2009年）
- 1977年 - 舩津真弓、アナウンサー
- 1977年 - NAOKI、ベーシスト（10-FEET）
- 1977年 - あきよしふみえ、歌手
- 1977年 - ジョン・グリーン、小説家、批評家、歴史家、教育者
- 1978年 - 松井光介、元プロ野球選手
- 1979年 - トート・ゾルターン、フィギュアスケート選手
- 1979年 - オルランド・エンヘラール、サッカー選手
- 1979年 - マイケル・レッド、バスケットボール選手
- 1979年 - 蕭亞軒（エルヴァ・シャオ）、歌手
- 1980年 - 濱崎茜、女優、歌手
- 1980年 - J・D・ダニエルズ、俳優
- 1981年 - トム・ブライス、野球選手
- 1981年 - チャド・マイケル・マーレイ、俳優
- 1982年 - キタキマユ、歌手
- 1982年 - 佐々木理江、政治家、元グラビアアイドル
- 1982年 - ルイス・ボロト、野球選手
- 1982年 - キム・シェルストレーム、元サッカー選手
- 1982年 - ジョゼ・ボシングワ、サッカー選手
- 1983年 - 福元淳史、元プロ野球選手
- 1983年 - ブレット・ガードナー、プロ野球選手
- 1983年 - 瀧山久志、ミュージカル俳優
- 1984年 - 瀬畑茉有子、ファッションモデル
- 1984年 - イェソン、アイドル（SUPER JUNIOR）
- 1985年 - 大森美知、ファッションモデル
- 1985年 - 門脇のりや、お笑い芸人
- 1985年 - デスティニー・デイヴィス、プレイメイト
- 1985年 - B.J.ヒューバート、野球選手
- 1986年 - 井上裕衣、元アナウンサー
- 1987年 - 三浦大知、歌手、ダンサー
- 1987年 - 右手愛美、ファッションモデル、歌手
- 1987年 - 高江洲拓哉、元プロ野球選手
- 1988年 - ルパート・グリント、俳優
- 1988年 - DASH・チサコ、プロレスラー
- 1988年 - 吉田麻也、サッカー選手
- 1989年 - 田中道子、ファッションモデル、女優
- 1989年 - 三村亜生、ラグビーユニオン選手
- 1989年 - 塚田晃平、元プロ野球選手
- 1990年 - 小桃音まい、歌手、タレント
- 1990年 - 唐澤大夢、サッカー選手
- 1990年 - エリザベス・デビッキ、女優
- 1990年 - ファグネル・ヒベイロ・ダ・コスタ、サッカー選手
- 1991年 - 王鎮[19]、陸上競技選手
- 1991年 - 松下美保、元グラビアアイドル
- 1992年 - 浅香航大、俳優
- 1992年 - モンブランみき、プロボクサー
- 1993年 - 古賀葵[20]、声優
- 1994年 - 三秋里歩、元タレント（元吉本坂46、元NMB48、元AKB48）
- 1994年 - 末澤誠也、アイドル（Aぇ! group）
- 1995年 - 桜井美晴、声優
- 1995年 - 月嶋ルナ、元子役
- 1995年 - 土井杏南、陸上競技選手
- 1995年 - ウェリントン・ダニエル・ブエノ、サッカー選手
- 1995年 - ハン・ウェンウェン、女優
- 1996年 - NENE、アイドル、ミュージシャン（CHERRSEE）
- 1996年 - 白井健三、元体操競技選手
- 1996年 - 西野小春、グラビアアイドル
- 1996年 - 蓑島圭悟、プロアイスホッケー選手
- 1997年 - 柳美稀、ファッションモデル、女優
- 1997年 - カロリン・クレア・リーヴィット、政治家、ホワイトハウス報道官
- 1998年 - 東出壮太、サッカー選手
- 1999年 - 平田樹、総合格闘家
- 1999年 - 松原快、プロ野球選手
- 2000年 - 早川聖来、元アイドル（元乃木坂46）
- 2000年 - 竹内聖賀、野球選手
- 2000年 - 中村恵実、サッカー選手
- 2001年 - 白鳥哲汰、陸上選手
- 2001年 - 戸上隼輔、卓球選手
- 2001年 - 其原有沙、タレント、女優
- 2001年 - 松岡朱里、テレビ朝日アナウンサー
- 2003年 - 池田陵真、プロ野球選手
- 2004年 - 鍛治茉音、スノーボード選手
- 2004年 - 真弓孟之、アイドル（AmBitious）
- 2005年 - 加藤大冴、ラグビーユニオン選手
- 生年不詳 - 田中健大[21]、声優
- 生年不詳 - 野村大地、声優
- 生年不詳 - 福原かつみ、声優
- 生年不詳 - 天音佑湖、漫画家
- 生年不詳 - 加藤四季、漫画家
- 生年不詳 - こなみ詔子、漫画家
- 生年不詳 - なかはら★ももた、漫画家
- 生年不詳 - 冴木忍、小説家

## 忌日
- 79年 - ガイウス・プリニウス・セクンドゥス、作家、博物学者（* 23年）
- 661年（斉明天皇7年7月24日） - 皇極天皇（斉明天皇）、第35・37代天皇（* 594年）
- 993年（正暦4年7月29日） - 源雅信、公卿（* 920年）
- 1042年 - ミカエル5世、東ローマ皇帝（* 1015年）
- 1101年（建中靖国元年7月28日） - 蘇軾（蘇東坡）、詩人、書家、政治家（* 1037年）
- 1540年 - パルミジャニーノ、画家（* 1503年）
- 1572年 - ガスパール・ド・コリニー、ユグノー戦争プロテスタント派の軍人（* 1519年）
- 1595年 - トーマス・ディッグス、天文学者（* 1546年）
- 1662年（寛文2年7月11日） - 井伊直勝、彦根藩主、安中藩主（* 1590年）
- 1683年（天和3年7月3日） - 松平忠輝、高田藩主（* 1592年）
- 1685年（貞享2年7月25日） - ジュゼッペ・キアラ、イエズス会宣教師（* 1602年）
- 1695年（元禄8年7月15日） - 円空、行脚僧（* 1632年）
- 1770年 - トーマス・チャタートン、詩人（* 1752年）
- 1832年 - ニコラ・レオナール・サディ・カルノー、物理学者、数学者（* 1796年）
- 1842年（天保13年7月19日 ）- 柳亭種彦、戯作者（* 1783年）
- 1846年 - アーダム・ヨハン・フォン・クルーゼンシュテルン、軍人、探検家（* 1770年）
- 1858年（安政5年7月16日） - 鷹見泉石、蘭学者（* 1785年）
- 1858年（安政5年7月16日） - 島津斉彬、第11代薩摩藩主（* 1809年）
- 1877年 - 小林虎三郎、越後長岡藩大参事（* 1828年）
- 1888年 - ルドルフ・クラウジウス、物理学者（* 1822年）
- 1897年 - 陸奥宗光、外務大臣（* 1844年）
- 1914年 - ヴィルヘルム・レキシス、統計学者、経済学者（* 1837年）
- 1923年 - 加藤友三郎、政治家、第21代内閣総理大臣（* 1861年）
- 1940年 - ポール・ニプコー、発明家（* 1860年）
- 1943年 - シモーヌ・ヴェイユ、哲学者（* 1909年）
- 1945年 - 田中静壱、日本陸軍の大将（* 1887年）
- 1945年 - 仲みどり、女優（* 1909年）
- 1954年 - ジェトゥリオ・ドルネレス・ヴァルガス、ブラジル史上初の民主的選挙によって選出された大統領（* 1882年）
- 1956年 - 肥田春充、肥田式強健術創始者（* 1883年）
- 1956年 - 溝口健二、映画監督（* 1898年）
- 1957年 - ロナルド・ノックス、聖職者、推理作家（* 1888年）
- 1957年 - アルバート・サモンズ、ヴァイオリニスト（* 1886年）
- 1964年 - 江副孫右衛門、日本特殊陶業初代社長、元日本碍子社長・東洋陶器（現 TOTO）社長･会長（* 1885年）
- 1965年 - 安西冬衛、詩人（* 1898年）
- 1966年 - 老舎、小説家（* 1899年）
- 1966年 - 千葉信男、俳優、コメディアン（* 1923年）
- 1972年 - 草鹿任一、海軍軍人（* 1888年）
- 1973年 - 荒木万寿夫、政治家（* 1901年）
- 1976年 - 小野木学、洋画家（* 1924年）
- 1978年 - 栗原浩、政治家、元埼玉県知事（* 1900年）
- 1979年 - 中野重治、小説家、詩人（* 1902年）
- 1979年 - ハンナ・ライチュ、テストパイロット（* 1912年）
- 1982年 - 岩間和夫、技術者、経営者、第4代ソニー社長（* 1919年）
- 1985年 - ポール・クレストン、作曲家（* 1906年）
- 1990年 - セルゲイ・ドヴラートフ、小説家（* 1941年）
- 1992年 - 北田卓史、いたストレーター（* 1921年）
- 1993年 - 小池春光、政治家、元萩市長（* 1924年）
- 1995年 - アルフレッド・アイゼンスタット、写真家（* 1898年）
- 2000年 - タチアナ・リアブーシンスカ、バレエダンサー（* 1916年または1917年）
- 2000年 - アンディ・フグ、K-1選手（* 1964年）
- 2002年 - 伏見冲敬、書家、篆刻家、中国文学者（* 1917年）
- 2003年 - ウィルフレッド・セシガー（英語版）、軍人、探検家、作家（* 1910年）
- 2004年 - 浜野剛、政治家（* 1926年）
- 2004年 - エリザベス・キューブラー＝ロス、精神科医（* 1926年）
- 2004年 - 山本義司、元プロ野球選手（* 1934年）
- 2006年 - ジョン・ワインツワイグ、作曲家（* 1913年）
- 2006年 - ジェームズ・テニー、作曲家（* 1934年）
- 2007年 - アーロン・ルッソ、映画プロデューサー、映画監督、政治活動家（* 1943年）
- 2008年 - 島村麻里、フリーライター（* 1956年）
- 2009年 - トニー・ザイラー、元スキー選手、俳優（* 1935年）
- 2010年 - 瀬尾光世、アニメーター、絵本作家（* 1911年）
- 2010年 - 荒川宗一、元プロ野球選手（* 1925年）
- 2010年 - 山内昇寿郎、アニメーター（* 1954年）
- 2010年 - 今敏、アニメーション監督、漫画家（* 1963年）
- 2011年 - マイク・フラナガン、プロ野球選手（* 1951年）
- 2012年 - 本野盛幸、外交官（* 1924年）
- 2013年 - 谷川健一、民俗学者、作家、歌人（* 1921年）
- 2013年 - ジュリー・ハリス、女優（* 1925年）
- 2013年 - 内山清、元プロ野球選手（* 1927年）
- 2013年 - 土橋正幸、元プロ野球選手、監督（* 1935年）
- 2014年 - リチャード・アッテンボロー、映画監督、俳優（* 1923年）
- 2014年 - レオニード・スタドニク、元世界一背の高い人物ギネス記録認定者（* 1970年）
- 2015年 - 秋田Ａスケ、漫才師（秋田Aスケ・Bスケ）（* 1922年）
- 2015年 - 西岡久雄、経済地理学者、元青山学院大学学長、同大学名誉教授（* 1926年）
- 2015年 - ジャスティン・ウィルソン、レーシングドライバー（* 1978年）
- 2016年 - ヴァルター・シェール、政治家、第4代西ドイツ大統領（* 1919年）
- 2016年 - 山本文男、政治家、元福岡県添田町長、元全国町村会会長（* 1926年）
- 2016年 - ミシェル・ビュトール、小説家、詩人、批評家（* 1926年）
- 2016年 - ロジャー・Y・チエン、生化学者、ノーベル化学賞受賞者（* 1952年）
- 2017年 - 下山瑛二、法学者、元東京都立大学総長（* 1922年）
- 2018年 - 森村忠司、実業家、元エバラ食品工業社長（* 1946年)
- 2018年 - 石原武龍、脚本家（* 1952年）
- 2018年 - DJレディー・レッド、DJ、音楽プロデューサー（元ゲトー・ボーイズ）（* 1960年）
- 2018年 - ハビエル・オチョア、自転車競技選手、2008年北京五輪金メダリスト（* 1974年）
- 2019年 - ジュリア・フローレス・コルケ、スーパーセンテナリアン（* 1900年）
- 2019年 - 岩松研吉郎、国文学者、慶應義塾大学名誉教授、元東京サザエさん学会代表（* 1943年）
- 2020年 - パスカル・リスバ、政治家、元コンゴ共和国大統領・コンゴ共和国首相（* 1931年）
- 2021年 - 青空たのし、漫談家（* 1931年）
- 2021年 - 松田靖子、砲丸投げ選手（* 1937年）
- 2021年 - チャーリー・ワッツ、ドラマー（ローリング・ストーンズ）(* 1941年)
- 2021年 - イッセン・ハブレ、軍人、政治家、元チャド首相、第6代チャド大統領（* 1942年）
- 2022年 - 辻田克巳、俳人（* 1931年）
- 2022年 - 稲盛和夫、実業家、京セラ・第二電電（現・KDDI）創業者、日本航空名誉会長（* 1932年）
- 2022年 - 長山泰久、心理学者、大阪大学名誉教授（* 1932年）
- 2022年 - カリストス、東方正教会聖職者、神学者、ディオクレイア府主教（* 1934年）
- 2022年 - レン・ドーソン、アメリカンフットボール選手、プロフットボール殿堂（* 1935年）
- 2022年 - ジョー・E・タタ、俳優（* 1936年）
- 2022年 - 森健兒、元サッカー選手、指導者、元Jリーグ専務理事、日本サッカー協会専務理事（* 1937年）
- 2022年 - 光原百合、小説家、児童文学作家、翻訳家（* 1964年）
- 2023年 - ブラート・バエケノフ、政治家、軍人、元カザフスタン内務相（* 1942年）
- 2023年 - 伊藤めぐみ、女優（* 1949年）
- 2023年 - バーニー・マースデン、ギタリスト（* 1951年）
- 2023年 - 佐藤哲也、小説家（* 1960年）
- 2023年 - ウィンダム・ロタンダ、プロレスラー（* 1987年）
- 2024年 - ジョージ・ローデン、短距離走選手、1952年ヘルシンキ五輪金メダリスト（* 1926年）
- 2024年 - クリストフ・ダウム、プロサッカー選手、指導者（* 1953年）

## 記念日・年中行事
- 独立記念日（英語版）（ ウクライナ）
1991年のこの日、ウクライナがソビエト連邦より独立。
- 大噴火の日
西暦79年のこの日、ヴェスヴィオ火山というイタリアの巨大な火山が大噴火を起こし、近くにあった古代ローマ帝国の都市ポンペイが火砕流に飲み込まれて滅亡してしまったという悲劇が由来。
- ポンペイ最後の日
79年8月24日に、イタリアのベスビオス火山が大噴火し、ふもとのポンペイ市を埋没させたことに由来。これにより火山灰が8メートル積もり、2000人以上が死亡した。歴史小説家エドワード・ブルワー＝リットンは、これを題材に小説『ポンペイ最後の日』を書いた。
- バルトロマイの記念日
十二使徒の1人・聖バルトロマイの聖名祝日。
- 月遅れ地蔵盆（ 日本）
- 愛酒の日（ 日本）
酒をこよなく愛した歌人・若山牧水の1885年の誕生日にちなむ[22]。
- ハモニカ横丁の日（ 日本）
武蔵野市吉祥寺にある商店街・ハモニカ横丁では活性化のため、「ハ(も)モ ニ(か)カよ(4)こちょう」にかけて、近年、毎年この日前後にイベントが行われる[23]。
- ジャパンパラリンピックデー（ 日本）
2021年に行われた東京2020パラリンピックの開会式の日にちなむ[24]。